# 駐圭亞那外交機構列表

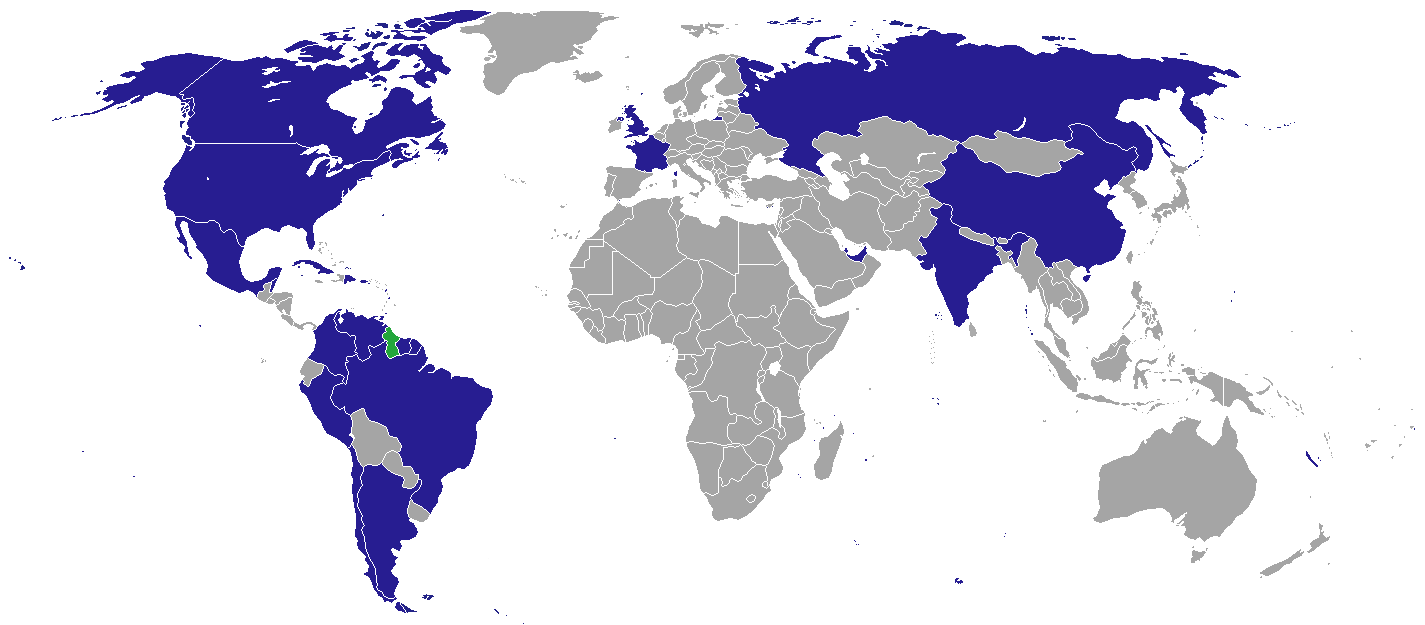
在圭亚那常设大使馆的国家一览

本列表列出了駐圭亞那外交機構列表的各國領事機構，圭亚那首都乔治敦共有13座大使館。

## 驻乔治敦的大使馆/高级专员公署

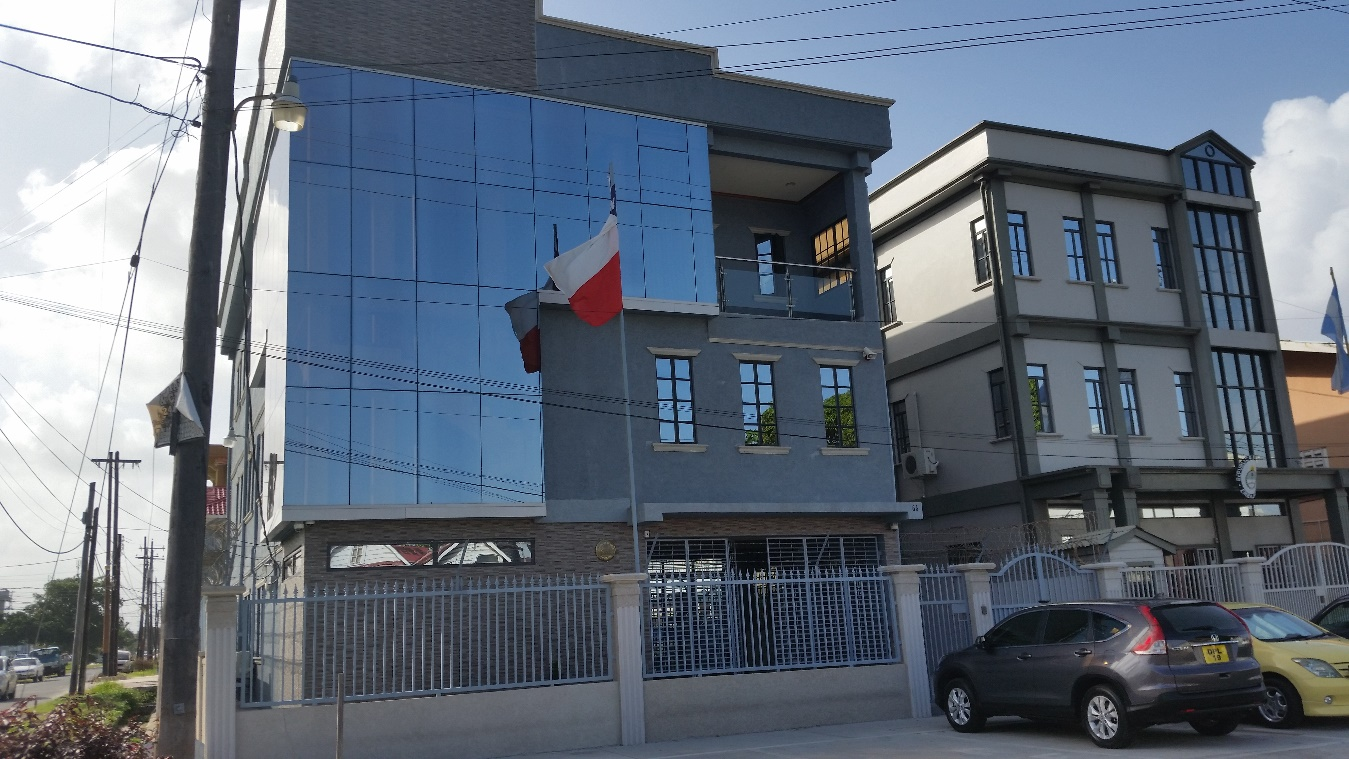
阿根廷（右）、智利（左）驻圭亚那大使馆

| - 阿根廷 - 巴西 - 加拿大 - 智利 - 中國 - 古巴 - 印度 - 墨西哥 - 俄羅斯 - 苏里南 - 英国 - 美国 - 委內瑞拉 |

## 其他外交机构
- 欧洲联盟 (欧盟代表团)

## 非常任大使馆
驻巴西大使馆兼驻
| - 玻利维亚 - 保加利亚 - 賽普勒斯 - 捷克 - 丹麦 - 埃及 | - 几内亚 - 匈牙利 - 科威特 - 摩洛哥 - 挪威 - 菲律賓 | - 羅馬尼亞 - 塞爾維亞 - 斯洛伐克 - 叙利亚 - 坦桑尼亚 - 乌克兰 - 阿联酋 | - 越南 - 尚比亞 |

驻委内瑞拉大使馆兼驻
| - 阿尔及利亚 - 比利时 - 芬兰 - 希腊 - 伊朗 - 義大利 | - 尼加拉瓜 - 巴勒斯坦 - 巴拉圭 - 秘魯 - 波蘭 - 葡萄牙 | - 瑞士 |

驻苏里南大使馆兼驻
| - 法國 - 印度尼西亞 - 荷蘭 |

驻特立尼达和多巴哥大使馆兼驻
| - 哥伦比亚 - 薩爾瓦多 - 德国 - 聖座 - 牙买加 | - 日本 - 奈及利亞 - 巴拿马 - 南非 - 西班牙 - 土耳其 |